# Famille des Clets
La famille des Clets, des Clés, des Clez ou encore des Clées (en latin De Cletis ou Cletarium) est une famille noble du comté de Genève mentionnée dès le XIIe siècle, possessionnée dans la Val des Clefs, de Thônes à la vallée de Faverges. 
L'héraldiste savoyard, Amédée de Foras, indique que le nom dérive plus probablement de « claie » plutôt que de « clef ». 

## Histoire

### Origine et implantation
L'origine de la famille est incertaine, mais elle semble bien implantée dans la Val des Clefs ou encore vallée de Thônes au XIIe siècle,. Selon un acte réglant un conflit entre les abbayes d'Abondance et de Sixt, du 25 août 1161, un Pierre des Clets est signataire. On le retrouve mentionné dans de nombreux actes, mentionnés notamment dans le Régeste genevois : 1174 ; 1178 ; 1180 et 1184. Le cartulaire de l'abbaye de Tamié mentionne également en 1189 un Pierre des Clets, Petrus de Cletis, qui fait un don à la communauté avant de partir pour la Troisième croisade,,.
Le centre de leur seigneurie et de leurs domaines est le château éponyme située sur la paroisse des Clets (Clefs), en contrebas du chaînon de la Tournette, dominant le torrent du Fier,, qui descend de la vallée de Manigod vers Thônes. En-dessous, on trouve d'ailleurs un pont romain. Le château installé sur un promontoire rocheux contrôlait l'entrée des vallées de Manigod, Thônes et le val de Chaise qui rejoint la vallée de Faverges par les Éssérieux.
Cette famille dominaient ainsi des espaces s'étendant du val des Clefs à la vallée de Thônes, ainsi que sur les fiefs se trouvant entre les bourgs de Faverges et d'Ugine, une « juridiction [qui] s'étendait sur l'ensemble de la vallée et même au-delà du col de l'Épine et des Éssérieux, en direction d'Ugine et de Faverges », mais aussi le versant ouest du chaînon de la Tournette qui descend sur le lac d'Annecy. Ils sont en concurrence direct avec la puissante famille des comtes de Genève,, puisqu'ils semblent « les maîtres d'une seigneurie “parallèle” à celle du comte ». Les Genève arrivent toutefois à imposer leur suzeraineté, puisqu'au XIVe siècle les comtes sont mentionnés comme co-seigneur de la Val des Clets,. Leur implantation sur Ugine les fait également féodaux des comtes de Savoie. Un Aymon des Clefs rend hommage à l'évêque Boniface de Savoie pour ses fiefs, le prélat ayant l'apanage sur le château et la châtellenie d'Ugine.
Pierre des Clets est mentionné comme chevalier en 1236 et 1237 dans deux actes. En 1279, Pierre Josserand des Clefs est mentionné comme homme-lige du comte de Savoie pour des possessions entre le bourg de Conflans jusqu'à Cons. En 1293, un échange existe pour des biens situés à Veyrier, entre le comte Amédée II de Genève et Albert des Clets. Le comte obtient les droits sur la montagne et les bois de Rampons tout en maintenant les usages pour les habitants, situés du côté de Veyrier, et donne un bois situé du côté des Clefs.

### Déclin des seigneurs des Clets
Dans une déclaration de droits, le comte de Genève impose en 1315 au seigneur des Clets une limitation à sa juridiction,. C'était une façon pour le comte de Genève d'imposer définitivement sa primauté,. Cette déclaration permet de constater que la juridiction sur la vallée des Clets est fractionnée en faveur du comte, qui en possède la moitié, et l'autre moitié entre trois seigneurs issus de la famille des Clets. Les partages successifs entre membres de la famille, mais aussi le besoin d'argent sont à l'origine du déclin de la puissance de la famille. L'implantation d'un marché à Thônes, en 1312, marque également le recul des Clefs face au développement de ce nouveau bourg, favorisé par les comtes, en fond de vallée.
Un acte de 1334 d'Amédée III de Genève inféode « aux nobles des Clets l'entière justice et omnimode juridiction sur leurs hommes des paroisses de Manigod, Grand-Bornand, Alex, aux ressorts de Thônes et d'Annecy en augmentation du fief noble et sous les mêmes hommages nobles qu'il lui doivent déjà pour leurs autres fiefs »,. L'acte du 10 juillet 1344 voit le seigneur Hugonin des Clets, fils d'Albert (cité ci-avant), donner également l'ensemble de ses biens et droits qu'il possédait sur Veyrier au comte de Genève.
En 1401, le comté de Genève est acheté par le comte Amédée VIII de Savoie. Le 14 juillet 1435, Albert et Philibert des Clets ainsi que leurs frères reconnaissent dans un acte détenir du comte Amédée VIII « en fief lige, noble, paternel et ancien, sous charges et hommage lige noble et fidélité lige, de leur paternel […] une rente féodale qui s'étend dans la paroisse de Vairier (Veyrier-du-Lac), avec la Seigneurie haute, moïenne et basse […] ». À partir de là, la famille s'installe définitivement dans le bourg de Thônes.
Le 14 mai 1479, Amédée des Clets achète au baron de Rolle, Amédée de Viry, ses biens aux Clets, à Groisy et Veyrier, dont le château de La Ruaz. Louis, coseigneurs des Clets et seigneur de la Bithieu, vend en 1545 ses biens, notamment le château,.
La famille s'éteint vers la fin du XVIe siècle, disparaissant dans des branches cadettes.

## Héraldique
| Famille des Clets | Les armes de la famille des Clets se blasonnent ainsi : "de gueules à la croix d'or chargée de cinq étoiles d'azur" (selon Samuel Guichenon, Joseph-Antoine Besson) Cimier : "une claie" |

## Titres
Les seigneurs des Clets dominent « Thônes et son mandement, […] Alex, Manigod, Le Grand-Bornand, jusqu'au mandement d'Ugine et franchissant la Tournette, à Veyrier et environs au bord du lac d'Annecy »,,.
Ils portent notamment les titres de seigneurs de et dans la Val des Clets, de Boisy, de Groisy, de Manigod, de Montségur et de Thônes.
La famille des Clets obtient la seigneurie de Groisy en 1378 ; qui passe ensuite, en 1396, aux seigneurs de Lornay.

## Charges
Certains membres ont été châtelains de :
- Châtelet du Crédoz (1444-1445) ;
- Entremont (1352-1354) ;
- Faverges (1346-1348) ;
- Thônes (1565, pour les faits de justice).

## Possessions
Liste non exhaustive des possessions tenues en nom propre ou en fief de la famille des Clets :
- le château des Clets (XIIe siècle), distinct du château comtal situé au pied de la Tournette[19] et disparu au XVIIIe siècle ;

dans les environs des Clets et les Aravis
- une maison-forte de Thônes[19] ;
- la maison-forte de la Tornette, à Manigod[19] ;
- la tour des Clefs, à La Clusaz[19].
- la maison-forte « En Cornillon », au Grand-Bornand[19] ;

en direction du lac d'Annecy
- le château d'Alex, à Alex[10] ;
- le château de La Ruaz, dit de Fésigny, à Veyrier-du-Lac (achat et revente en 1479)[13],[20] ;

En contrebas du col de l'Épine
- la maison forte de Cons-Sainte-Colombe (XIIIe siècle)[7] ;
- la maison-forte du Villard, à Marlens[21].

autres
- le château et la seigneurie de Boisy (avant 1467), Groisy[22].